# Andrej Bahdanowitsch
Andrej Wiktarawitsch Bahdanowitsch (belarussisch Андрэй Віктаравіч Багдановіч; * 15. Oktober 1987 in Jalisawa, Weißrussische SSR, Sowjetunion) ist ein belarussischer Kanute und Olympiasieger.

## Karriere
Andrej Bahdanowitsch nahm an zwei Olympischen Spielen mit seinem älteren Bruder Aljaksandr Bahdanowitsch teil, bei denen die beiden große Erfolge erzielten. Bei seinem Olympiadebüt 2008 in Peking trat Bahdanowitsch mit seinem Bruder im Zweier-Canadier in zwei Wettbewerben an. Über 500 Meter qualifizierten sie sich als Zweite ihres Vorlaufs direkt für den Endlauf, in dem sie knapp einen Medaillengewinn verpassten. Nach 1:41,996 Minuten erreichten sie 32 Hundertstelsekunden nach den Deutschen Christian Gille und Tomasz Wylenzek als Vierte das Ziel. Weit besser verlief dagegen der Wettbewerb auf der 1000-Meter-Distanz. Die Brüder gewannen ihren Vorlauf und schließlich auch den Endlauf, womit sie als Olympiasieger die Goldmedaille erhielten. Sie setzten sich mit einem Vorsprung von 0,2 Sekunden vor Christian Gille und Tomasz Wylenzek durch, den dritten Platz belegten die insgesamt 3,9 Sekunden langsameren Ungarn György Kozmann und Tamás Kiss.
Bei den Olympischen Spielen 2012 in London gingen die Bahdanowitsch-Brüder nur auf der 1000-Meter-Strecke an den Start. Aufgrund eines dritten Platzes im Vorlauf gelang die Finalqualifikation erst über das Halbfinale, in dem sie ihren Lauf auf Rang zwei beendeten. Im Finale  überquerten sie nach 3:35,206 Minuten hinter den siegreichen Deutschen Peter Kretschmer und Kurt Kuschela als Zweite die Ziellinie und sicherten sich so die Silbermedaille. Dritter wurden Alexei Korowaschkow und Ilja Perwuchin aus Russland. Eine Teilnahme an den Olympischen Spielen 2016 in Rio de Janeiro blieb den Bahdanowitschs verwehrt. Aufgrund von Unregelmäßigkeiten bei Dopingtests im Vorfeld der Spiele verhängte der Internationale Kanuverband eine einjährige Sperre der Verbände von Belarus und Rumänien. Ein Einspruch wurde vom Internationalen Sportgerichtshof abgewiesen, womit beide Verbände von der Teilnahme der Spiele ausgeschlossen blieben.
Mehrere Medaillen gewann Bahdanowitsch auch bei Weltmeisterschaften. 2006 sicherte er sich in Szeged im Vierer-Canadier über 1000 Meter die Bronzemedaille, ehe ihm 2009 in Dartmouth auf der 200-Meter-Sprintstrecke im Vierer-Canadier der Titelgewinn gelang. Ein Jahr darauf wurde er mit seinem Bruder Aljaksandr in Posen im Zweier-Canadier auf der 1000-Meter-Distanz Vizeweltmeister. 2019 belegte er in Szeged im Vierer-Canadier dann nochmals den dritten Platz, diesmal über 500 Meter.
Bei den Europaspielen 2015 in Baku gewannen Andrej und Aljaksandr Bahdanowitsch über 1000 Meter im Zweier-Canadier die Goldmedaille.
Insgesamt 13 Medaillengewinne gelangen Bahdanowitsch bei Europameisterschaften. 2006 belegte er in Račice u Štětí im Vierer-Canadier über 500 Meter den zweiten und im Zweier-Canadier mit Bruder Aljaksandr über 1000 Meter den dritten Platz. Ein Jahr darauf wurde er in Pontevedra auf der 500-Meter-Strecke im Vierer-Canadier ebenso Europameister wie zusammen mit Aljaksandr im Zweier-Canadier. Darüber hinaus gewannen die Brüder über 1000 Meter die Bronzemedaille. 2008 in Mailand belegten sie dann auch auf der 1000-Meter-Distanz erstmals den ersten Platz, während sie beide im Vierer-Canadier über 200 Meter die Bronzemedaille gewannen. Diese sicherten sie sich dann nochmals 2009 in Brandenburg an der Havel. 2011 wurden sie in Belgrad über 1000 Meter jeweils Vizeeuropameister im Zweier- und im Vierer-Canadier, ein Jahr später belegten sie in Zagreb auf der Distanz im Zweier-Canadier den dritten Platz. Bei den Europameisterschaften 2016 in Moskau gewannen die Brüder mit Silber über 1000 Meter ihre letzte gemeinsame Medaille bei einer Kontinentalmeisterschaft. 2017 platzierte sich Andrej Bahdanowitsch in Plowdiw im Zweier-Canadier über 200 Meter mit Dsjanis Machlaj auf Rang zwei.
2008 wurden Bahdanowitsch und sein Bruder Aljaksandr nach ihrem Olympiasieg zu Ehrenbürgern von Babrujsk ernannt.